# マダラチョウ亜科

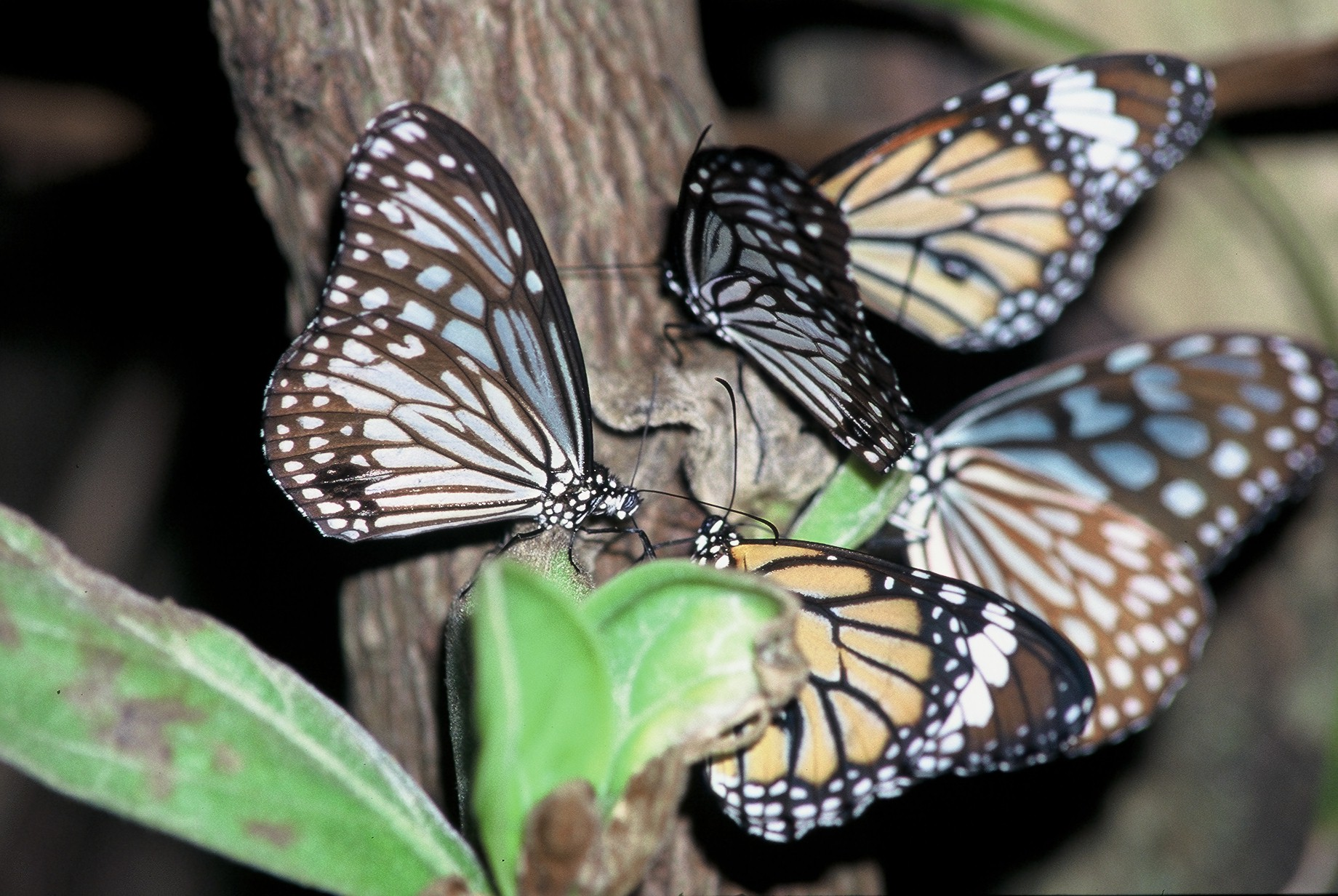
モンパノキの萎れた葉に集まるヒメアサギマダラ、スジグロカバマダラ、リュウキュウアサギマダラ。西表島

マダラチョウ亜科（マダラチョウあか、Danainae）は、タテハチョウ科に分類される亜科の1つである。
マダラチョウ亜科(milkweed butterflies）には、長距離を移動する、渡りをする蝶として最も有名なオオカバマダラや、日本最大の蝶オオゴマダラを含むマダラチョウ族(Danaini)のほか、トンボマダラ族(Ithomiini、英名clearwing butterflies）、およびゴウシュウマダラ族(Tellervini)が含まれる。
この亜科のチョウは世界中に約500種

生息している。
マダラチョウ族(Danaini)のほとんどは熱帯アジアすなわち東洋区（東アジアの一部（日本のトカラ列島小宝島以南の南西諸島、台湾西部平野、中国の秦嶺山脈以南）、東南アジアの大部分、インド亜大陸）とアフリカを中心に、アメリカ大陸にも少数の種が分布し、約150種からなる。北米では、オオカバマダラ（monarch butterfly(Danaus plexippus)）、ジョオウマダラ（queen butterfly(Danaus gilippus)）、トラフマダラ（tropical milkweed butterfly(Lycorea halia cleobaea)）、soldier butterfly（"tropical queen"またはDanaus eresimus）の4種が見られるのみである。
一方、トンボマダラ族(Ithomiini)は新熱帯区（南米大陸および中米のエリア）でしか見られないが約350種もの種が含まれる。透明の翅を持つことで知られる種も多い。ゴウシュウマダラ族(Tellervini)はオーストラリアと東洋区の一部に限定されて、種も６種しかいない。

## 分類
マダラチョウ亜科は、現在、タテハチョウ科の亜科Danainaeに分類されている。しかし以前はマダラチョウ科Danaidaeとされていたため、まだ時々使用されることがある。
この亜科とされている族は、次のとおり。
和名は徳重, 森 & 福崎 (2021)による。
- Danaini マダラチョウ族 - カバマダラ、スジグロカバマダラ、オオカバマダラ、ジョオウマダラ、ツマムラサキマダラ、アサギマダラ、オオゴマダラ、リュウキュウアサギマダラなど
- Tellervini ゴウシュウマダラ族
- Ithomiini トンボマダラ族

化石のマダラチョウ亜科Archaeolycorea属は、ブラジルの漸新世または中新世のTremembé層から知られている。

## 生態
北米に生息し、冬にはメキシコに渡り集団で過ごすオオカバマダラは長距離を移動する蝶として、最も有名な蝶の1つである。日本を含む東アジアに分布するアサギマダラも、渡りをすることが知られるようになった。台湾に生息するルリマダラ属の4種も秋になると島の南に移動し、集団で越冬することで知られている。
マダラチョウ亜科の多くの種の成虫は、体内に鳥などにとって有毒な成分を蓄積することで身を守っており、そのため警告色をした翅を持ち（鳥などの天敵に対する警告信号として、明るい目立つ色の翅を持っている）、擬態のモデルとなっている。
奄美大島以南の琉球列島の海岸林では、モンパノキの萎れた葉や枯れ枝に群がって吸汁するマダラチョウを見かける。オスについては性フェロモンの前駆体であるピロリチジンアルカロイドを摂取するためと言われているが、メスも吸汁している。
幼虫は胸部と腹部に2～4対の肉質突起を持ったイモムシで、宿主として茎にラテックス様化合物を含むことが多いキョウチクトウ科の植物を利用している。その成分が体内に蓄積され、成虫が鳥に捕食されるのを防ぐと考えられてきた（その後、幼虫時代に蓄積した毒だけでなく、成虫になってからも有毒成分を摂取し蓄積していることが判ってきた）。しかし、これらの成分は効くのは鳥のような天敵に対してだけで、多くの寄生バチやヤドリバエが、マダラチョウ亜科の蝶の幼虫に捕食寄生する。

## 人間との関わり
アメリカとカナダの景観の大幅な改変、農薬の大規模な使用、メキシコでの森林破壊の増加は、渡りをするオオカバマダラを脅かしている。台湾でも、生息地改変や交通量の増加によるロードキルが、ルリマダラ属の集団越冬を脅かしている。なおかつて台湾南部の海岸林にはオオムラサキマダラの固有亜種が生息していたが、開発による生息地喪失のため絶滅した。